# Горни-Танчевци
Горни-Танчевци (болг. Горни Танчевци) — село в Болгарии. Находится в Великотырновской области, входит в общину Елена. Население составляет 1 человек (2022).

## Политическая ситуация
Горни-Танчевци подчиняется непосредственно общине и не имеет своего кмета.
Кмет (мэр) общины Елена — Сашо Петков Топалов (Болгарская социалистическая партия (БСП)) по результатам выборов.